# Berq

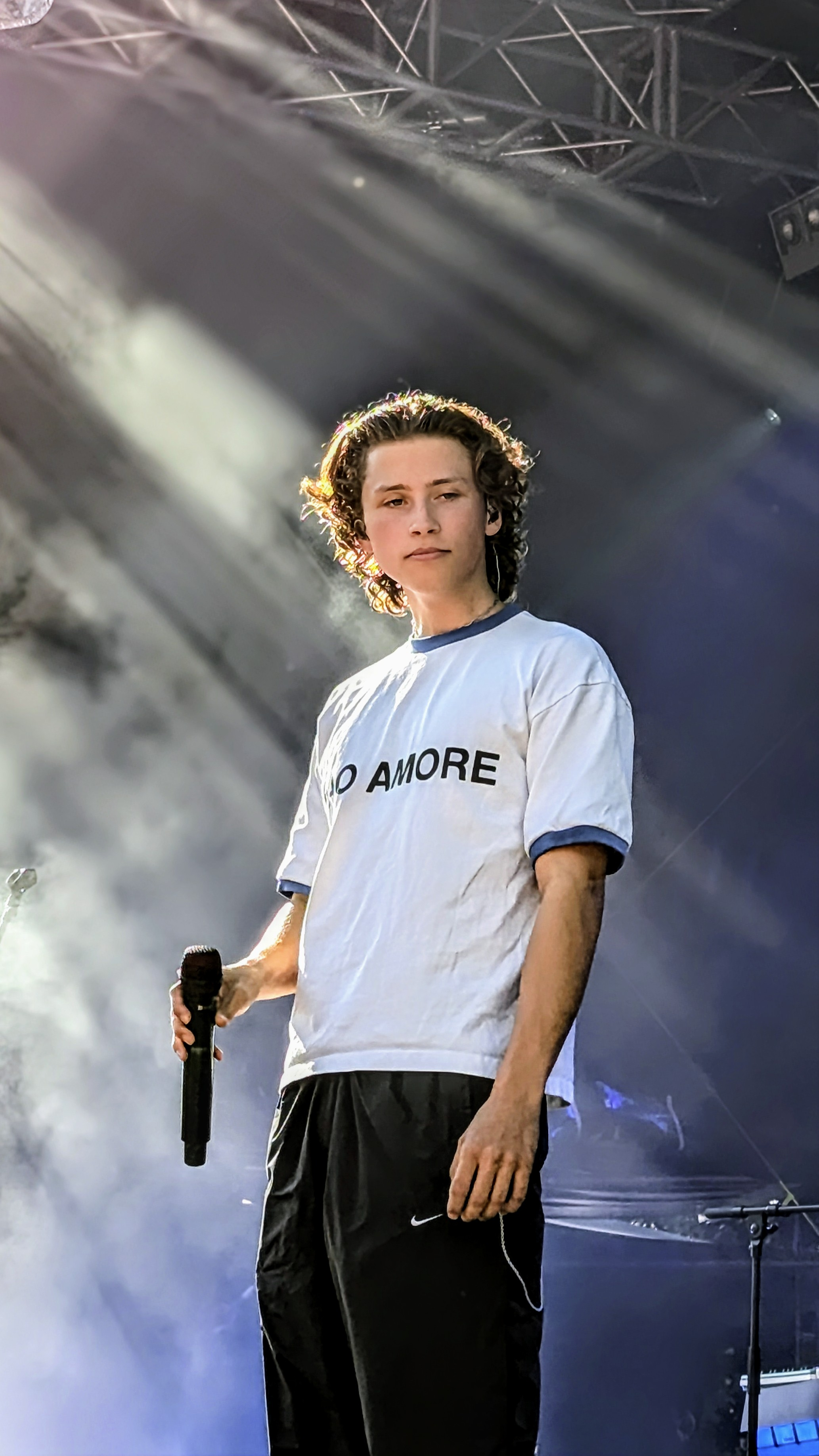
Berq (2024)

Berq (bürgl. Felix Dautzenberg; * 12. Februar 2004) ist ein deutscher Sänger aus Hamburg.

## Leben / Werdegang
Nachdem Felix Dautzenberg sechs Jahre in der Schulband seines Gymnasiums gespielt hatte, machte er 2022 sein Abitur. Zudem hatte er zwölf Jahre lang Musiktheorie-Unterricht genommen. Direkt nach seinem Abitur veröffentlichte er 2022 unter dem Künstlernamen Berq das Lied Echo, das entstanden war, um es als Teil einer EP zusammen mit einer Bewerbung an Musikschulen zu schicken. Die hohe Aufmerksamkeit für Echo sorgte dafür, dass er den Weg als Solomusiker weiterverfolgte und im Mai 2023 die EP Rote Flaggen veröffentlichte. Berq trat 2023 unter anderem auf den Festivals C/o pop, Campus Festival Konstanz, Deichbrand, MS Dockville, Oben ohne Festival, Reeperbahn Festival und Waves Vienna auf. Außerdem trat er in der 92. Folge des ZDF Magazin Royale auf sowie in der 188. Folge Inas Nacht und war teilweise der Support-Act des Musikers Ennio, des Sängers Schmyt und der Sängerin Paula Hartmann. Dautzenberg wohnt in Berlin-Kreuzberg.

## Diskografie

### Studioalben
- 2024: berq

### EPs
- 2023: Rote Flaggen

### Singles
- 2022: Echo
- 2023: Einmal verliebt (Intro)
- 2023: Achilles
- 2023: 2 Minuten
- 2023: Tourrettes
- 2023: Rote Flaggen (feat. RTO)
- 2023: Wenn du weinst
- 2023: Einmal verliebt (Outro)
- 2023: Drachenfrucht (Ennio feat. Berq)
- 2024: Heimweg
- 2024: Still (#14 der deutschen Single-Trend-Charts am 20. September 2024[14])
- 2024: Achilles (#18 der deutschen Single-Trend-Charts am 20. September 2024[14])
- 2024: Mein Hass tritt dir die Haustür ein

## Nominierungen
- 2023: Anchor – Reeperbahn Festival International Music Award[15]
- 2023: New Music Award[16]
- 2023: Polyton in der Kategorie Komposition[17]
- 2024: Nürnberger Pop Award
- 2024: 1liveKrone für den besten Newcomer des Jahres 2024

## Auszeichnungen
- 2024: 1Live Krone in der Kategorie „Bester Newcomer Act“[18]
- 2025: Preis für Popkultur in der Kategorie „Hoffnungsvollste*r Newcomer*in“

## Auszeichnungen für Musikverkäufe
Anmerkung: Auszeichnungen in Ländern aus den Charttabellen bzw. Chartboxen sind in ebendiesen zu finden.
| Land/RegionAuszeichnungen für Musikverkäufe (Land/Region, Auszeichnungen, Verkäufe, Quellen) | Gold  | Platin | Verkäufe | Quellen           |
| -------------------------------------------------------------------------------------------- | ----- | ------ | -------- | ----------------- |
| Deutschland (BVMI)                                                                           | Gold1 | —      | 300.000  | musikindustrie.de |
| Insgesamt                                                                                    | Gold1 | —      |          |                   |